# Macropus greyi
Macropus greyi är en utdöd pungdjursart som beskrevs av George Robert Waterhouse 1846. Macropus greyi ingår i släktet Macropus och familjen kängurudjur. IUCN kategoriserar arten globalt som utdöd. Inga underarter finns listade.
Artepitetet i det vetenskapliga namnet hedrar Sir George Grey som överlämnade två exemplar av arten till Natural History Museum i London.
Pungdjuret förekom i sydöstra delen av den australiska delstaten South Australia. Habitatet utgjordes av hedområden och andra gräsmarker.
Arten dog troligen ut på grund av introducerade fiender som hundar och den jagades även av människor. Den sista individen i naturen iakttogs 1924. Fram till 1937 fanns några individer kvar i inhägnade områden.

## Bildgalleri

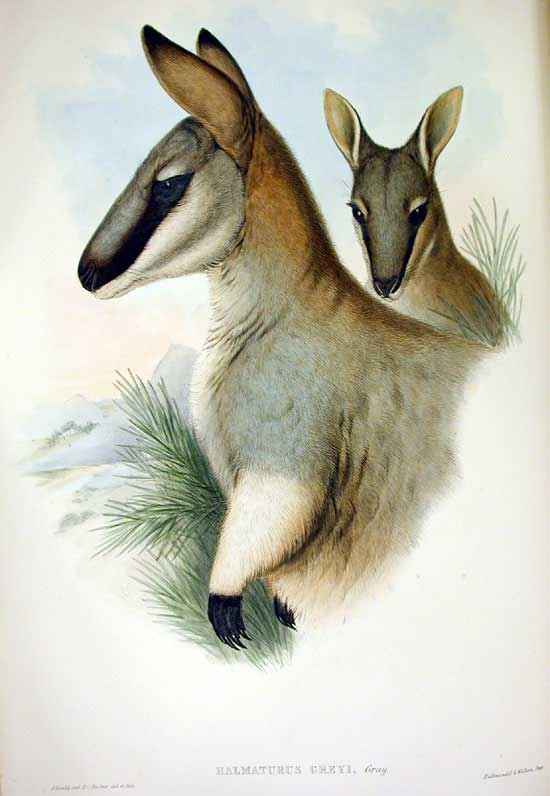